# Chiesa di San Michele Arcangelo (Cinquefrondi)
La chiesa di San Michele Arcangelo è un luogo di culto cattolico di Cinquefrondi.

## Storia
La chiesa viene menzionata per la prima volta da Monsignore Del Tufo, che si reca nella parrocchia di Cinquefrondi nel 1586, dal Sacerdote Pierantonio Merigliano.
Il terremoto del 1783 distrusse completamente l'edificio, venne ricostruita grazie all'Arciprete don Michele Guerrisi sulle fondazioni della chiesa precedente, nella nuova struttura erano stati eretti anche gli altari dell’Immacolata Concezione, del Santissimo sacramento, di San Raffaele Arcangelo, del sangue di Cristo e del Crocefisso.
La chiesa si presenta a tre navate, custodisce, tra l’altro, la statua lignea di San Michele Arcangelo patrono di Cinquefrondi, opera del 1803 dello scultore serrese Vincenzo Scrivo. Una statua della S.S. Maria Vergine delle Grazie del 1842, che fu commissionata per grazia ricevuta dalla sig. Grazia Sandulli coniugata con il sig.Giuseppe Guerrisi, opere di Raffaele Salerno. Una statua in marmo di Santo Stefano, proveniente dal monastero basiliano di San Filippo, che si attribuisce ad un autore di scuola napoletana del XVII sec., un antico crocefisso ligneo, posto al centro dell’altare. Nella sacrestia della chiesa sono conservati una campane del 1673 del sig. Marchese di Cinquefrondi Giacomo Giffone, e importanti dipinti risalenti al XVII, XVIII e XIX secolo.

## Festività e ricorrenze
La festa del patrono di Cinquefrondi San Michele Arcangelo si tiene insieme a una fiera che dura tre giorni e occupa il centro cittadino, la seconda domenica del mese di maggio. La parte religiosa della festa comprende la processione al seguito della statua della Vittoria dell'arcangelo Michele su Satana, opera di Vincenzo Scrivo.